# János Esterházy
Pour les articles homonymes, voir Esterházy.
Dans le nom hongrois Esterházy János, le nom de famille précède le prénom, mais cet article utilise l’ordre habituel en français János Esterházy, où le prénom précède le nom.
János Esterházy, né le 14 octobre 1900 à Vienne, et mort le 11 juin 1967 à Lausanne, est un lieutenant de hussards hongrois, propriétaire foncier et membre de la Chambre des magnats.

## Biographie
János Esterházy est né le 14 octobre 1900 à Vienne,, dans une famille catholique, de la branche comtale de la famille Esterházy. Il complète ses études secondaires au Kollegium Kalksburg. Il est lieutenant de hussards,. 
Après ses études, il exerce une activité agricole et viticole. Il est président du département du vin de la Chambre d'agriculture transdanubienne et également président du comité agricole du district de Tapolca. Il est également membre du comité législatif du comté de Zala et membre honoraire de l'Association nationale des associations culturelles hongroises. Il se marie le 25 juin 1925 à Sopronhorpács avec la comtesse Louise-Denise Széchényi, fille du diplomate Denis Széchenyi (hu) et de Émilie de Caraman-Chimay. En 1932, il hérite du château de Szigliget (hu) de son oncle Pál Esterházy (cs), où il vit avec sa famille,. 
Il est membre de la Chambre des magnats à partir de 1939 jusqu'à sa dissolution en 1945. Au sein de celle-ci, il est membre des commissions des affaires industrielles et de l'administration publique.
En 1953, il est fait chevalier de l'Ordre de la Toison d'or par Otto de Habsbourg-Lorraine.
Il meurt le 11 juin 1967 à Lausanne,.